# Gravity (film)
Gravity is een Amerikaans-Britse 3D-sciencefictionfilm uit 2013 geregisseerd, geschreven en geproduceerd door Alfonso Cuarón met hoofdrollen voor Sandra Bullock en George Clooney. De film won in 2014 zeven Oscars.

## Verhaal
In ongeveer dezelfde baan dicht bij elkaar bevinden zich de Hubble-telescoop, het ISS en een Chinees ruimtestation, Tiangong. Met een Space Shuttle neemt Dr. Ryan Stone voor het eerst deel aan een ruimtemissie, met de ervaren astronaut Matt Kowalsky, voor reparatie van de Hubble-telescoop.
Doordat de Russen een eigen satelliet vernietigen door middel van een explosie, ontstaat er veel ruimteafval, waarbij brokstukken ook weer andere satellieten vernielen, wat nog meer brokstukken oplevert. Deze brokstukken bestoken even later het gebied van de reparatiemissie. De Space Shuttle van waaruit ze opereren wordt verwoest. Ook communicatiesatellieten worden geraakt, zodat Stone en Kowalsky geen contact meer hebben met het vluchtleidingscentrum. De ruimtewandeling die ze aan het maken waren voor de reparatie wordt nu verlengd met een tocht naar het ISS, waarbij ze het moeten doen met de weinige zuurstof die resteert; Kowalsky heeft een jet pack, en trekt Stone achter zich aan.
Ze bereiken ternauwernood het ISS, dat door de bemanning verlaten is met een van de beide Sojoezcapsules. De overgebleven Sojoez is beschadigd, waarbij de landingsparachute is uitgevouwen en verstrengeld om het ruimtestation hangt. Stone is maar losjes via een parachutelijn verbonden met het ISS, en deze zwakke verbinding ondergaat trekspanning (blijkbaar door rotatie van het ISS), en Kowalsky is alleen met Stone verbonden. Tegen de zin van Stone besluit Kowalsky zichzelf op te offeren door zich van Stone los te koppelen om de trekspanning te verminderen en zo de kans te vergroten dat zij het wel overleeft. Terwijl Kowalsky haar door de radio nog tips geeft gaat Stone het ISS binnen, net op tijd want haar zuurstofgebrek was kritiek geworden. Ze trekt haar ruimtepak uit om zo even bij te komen, maar er is brand ontstaan en ze moet vluchten naar de Sojoez; ze moet ook weer een ruimtepak aan en buiten belemmeringen voor het vertrek wegnemen.
Ze kan de Sojoez weliswaar door de uitgevouwen parachute niet meer gebruiken om te landen, maar ze hoopt hem wel te kunnen gebruiken om naar het Chinese ruimtestation Tiangong te gaan. Na enkele manoeuvres blijkt echter de brandstof voor de normale aandrijving op. Ze heeft nog wel even radiocontact, maar dat is met zomaar iemand op de grond die ze niet verstaat omdat ze elkaars taal niet spreken. Ze denkt te gaan sterven en schakelt de zuurstofvoorziening uit om dit te versnellen. Dan hallucineert ze dat Kowalsky haar de tip geeft dat de landingsraketjes die de laatste meters boven de grond ontstoken worden voor een zachte landing, gebruikt kunnen worden voor de voortstuwing. Ze komt weer bij en zet de zuurstofvoorziening weer aan, waarbij ze merkt toch alleen te zijn, maar ze weet de tip nog en na loskoppeling van de beide andere modules van de capsule blijkt die tip te werken.
Ze komt in de buurt van Tiangong en legt het laatste stukje af met een ruimtewandeling, gebruikmakend van een brandblusser om zich in de juiste richting te stuwen. Daar is een Shenzhoucapsule beschikbaar, die gebaseerd is op de Sojoez, zodat ze deze ondanks de Chinese opschriften op het bedieningspaneel weet in te schakelen. Ze ontkoppelt de capsule en vliegt vergezeld van veel ruimtepuin in nabije banen naar de aarde, waar ze heelhuids in het water landt.
Een steeds terugkerende luchtiger kwestie is het willen overtreffen door Kowalsky van de recordduur ruimtewandelen, een record dat op naam staat van Anatoli Solovjev. Uiteindelijk concludeert Kowalsky (na zich losgemaakt te hebben) dat hij een record gaat vestigen dat moeilijk te verslaan is.

## Rolverdeling
| Acteur           | Personage                | Opmerkingen                     |
| ---------------- | ------------------------ | ------------------------------- |
| Sandra Bullock   | Dr. Ryan Stone           |                                 |
| George Clooney   | Commandant Matt Kowalsky |                                 |
| Ed Harris        | Vluchtleiding in Houston | stem                            |
| Orto Ignatiussen | Aningaaq                 | stem                            |
| Phaldut Sharma   | Shariff Dasari           | ingenieur van de Explorer, stem |
| Amy Warren       | Kapitein van de Explorer | stem                            |
| Basher Savage    | Kapitein ISS             | stem                            |

## Achtergrond
De filmopnamen begonnen in mei 2011 in Londen. Ook vonden ze plaats in Arizona en Utah in de Verenigde Staten en in de Shepperton-studio's in Shepperton in Engeland. De productiekosten bedroegen 80 miljoen dollar. De eerste officiële trailer verscheen op 9 mei 2013.

## Prijzen
- Gravity werd tien keer genomineerd voor de 86ste Oscaruitreiking in 2014. De film won zeven Oscars; voor beste regisseur, camerawerk, visuele effecten, montage, originele muziek, geluid en geluidseffecten.
- De film werd ook vier keer genomineerd voor de 71e Golden Globe Awards in 2014. Alleen regisseur Alfonso Cuarón won een Golden Globe voor beste regisseur.
- Sandra Bullock won de Hollywood Actress Award voor haar hoofdrol.[1]
- In totaal won de film 222 prijzen.